# Moses Mason
Moses Mason Jr. (* 2. Juni 1789 in Dublin, Cheshire County, New Hampshire; † 25. Juni 1866 in Bethel, Maine) war ein US-amerikanischer Politiker. Zwischen 1833 und 1837 vertrat er den Bundesstaat Maine im US-Repräsentantenhaus.

## Werdegang
Im Jahr 1799 kam Moses Mason mit seinen Eltern nach Bethel in Maine. Dort besuchte er die öffentlichen Schulen. Nach einem anschließenden Medizinstudium und seiner 1813 erfolgten Zulassung als Arzt begann er in Bethel in seinem neuen Beruf zu arbeiten. Zwischen 1815 und 1833 war er auch Posthalter in diesem Ort. Von 1821 bis 1866 war er auch Friedensrichter in Bethel. In den Jahren 1831 bis 1834 fungierte er als County Commissioner in der Verwaltung des Oxford County.
Politisch war Mason Mitglied der Demokratischen Partei. 1832 wurde er als deren Kandidat seiner Partei im fünften Wahlbezirk von Maine in das US-Repräsentantenhaus in Washington, D.C. gewählt, wo er am 4. März 1833 die Nachfolge von Cornelius Holland antrat. Nach einer Wiederwahl im Jahr 1834 konnte er bis zum 3. März 1837 zwei Legislaturperioden im Kongress absolvieren. Diese waren von den Diskussionen um die Politik von Präsident Andrew Jackson bestimmt. Dabei ging es um die Nullifikationskrise mit dem Staat South Carolina, die umstrittene Durchführung des Indian Removal Act und die Zerschlagung der Bundesbank.
Zwischen 1843 und 1845 war Mason als Executive Councilor für die Staatsregierung von Maine tätig. Im Jahr 1844 war er Kurator der Nervenheilanstalt von Maine. Er amtierte zudem 14 Jahre lang als Stadtrat in Bethel. Zwischen 1854 und 1856 leitete er die Gould’s Academy. Moses Mason starb am 25. Juni 1866 in Bethel und wurde dort auch beigesetzt.